# LEFT ALIVE
『LEFT ALIVE』（レフトアライブ）は、スクウェア・エニックスより2019年2月28日に発売されたゲームソフト。対応プラットフォームはPlayStation 4・Microsoft Windows (Steam配信)。
キャッチコピーは「生きるのか、生かされるのか――」。

## 概要
スクウェア・エニックスのSFシミュレーションゲーム『フロントミッションシリーズ』（以下、『FM』）と世界観を共有する新作アクションゲーム。「TGS 2017」にて正式発表された。スタッフィングは『FM』のシリーズ立ち上げから携わる橋本真司を中心として、ディレクションに元フロム・ソフトウェアの鍋島俊文が、キャラクターデザインにコジマプロダクションの新川洋司が起用されている。
内容は突如として紛争に巻き込まれた3人の主人公たちの生き延びる姿を描くサバイバルアクションゲーム。『FM』シリーズの象徴となっている人型兵器・ヴァンツァーについて、本作においては基本的にプレイヤーの脅威となるエネミーとして扱われるが、反対にプレイヤー側がヴァンツァーを操作可能となるシチュエーションも用意される。
ディレクターの鍋島は本作のコンセプトを「選択」としており、NPCへの対応や限られたリソースのやり繰りなど、ストーリーとシステムの両面でプレイヤーに対して選択を迫る内容となると語っている。
なお、本作の舞台となっている時代は西暦2127年の12月で、シリーズ全体の時系列上は2112年を舞台とする『3rd』と、2171年を舞台とする『エボルヴ』の間に位置する。また、本作は『エボルヴ』と同様に劇中で使用されている言語は英語で、それに日本語字幕が付いているが、本作の主要舞台であるノヴォスラヴァはルテニアやガルモーニヤ共々ザーフトラの影響を受けている関係で、ところどころにロシア語の文章も登場する。加えて本作の3人の主人公達はいずれも姓名がロシア人風になっているが、スラブ圏の出身者が主人公となるのは本作が初である。

## 登場メカ

### ヴァンツァー
ヴォルク
本作で新たに登場する新時代のヴァンツァー。
肉食生物の動きを再現することを目的として設計されたため、機械的ではない生物的な動きを可能としている。

### その他
強化外骨格装備
劇中の時代における歩兵の標準装備で、ヘルメットやボディーアーマー、膝や肘といった部位を覆うプロテクター等で構成されている。このため、これらを身に付けていない生身の人間とは防御力で遥かに勝り、銃等の武器による攻撃にもある程度耐えられる。
バトルドローン
空中を浮遊しながら敵性目標を索敵し、発見すると着地してから攻撃を行うドローン。耐久性は強化外骨格装備を身に付けた歩兵よりも劣るが、周囲に敵を発見したと知らせる機能を持っているため、一度発見されると1対多数という状況で交戦することになり得る。
戦車
歩兵と連携して索敵や要所の抑えとして配備されている。歩兵を上回る耐久性と火力を有するため、ヴァンツァー同様に驚異的な存在。

## 設定
ノヴォスラヴァ

ルテニア共和国

ガルモーニヤ共和国

## 制作
鍋島がスクウェア・エニックス（以下、スクエニ）に入社した当初から、「『FM』をリブートする企画をしたい」という話を橋本としており、そこから1年ぐらいをかけて原型が定まり、3年目頃に本作の制作が始まった。どういうゲームにするか考えている当初から何らかのメカは出てくる前提があり、前職で知り合いだった柳瀬に声をかけメカデザインをやってもらった。ゲームの骨組みが決まってきた段階で、キャラクターデザインをどうしようと思っていたところ、ちょうど新川が独立しており、割と自由にやってもらえるかもと声をかけたところ快諾してもらえ、そこで本作の基本スタッフが固まった。
鍋島はこれまでフロムで『アーマード・コアシリーズ』に関わってきたが、元々ロボットものが作りたかったわけではなく、たまたま最初に関わったのが『AC』だっただけという。シミュレーションに対する知見がほとんど無く、スタッフが大きく変わっていることもあり、これまでにとらわれない新しい作品にしたいと相談したところ、橋本から「好きにやっていい」と言われたため、橋本の考える「『FM』らしさ」を入れつつ、長く作ってきたアクションスタイルで作ることにした。『FM』はロボットものでもあるが、キャラやストーリーも重視されており、そこは大事にしようと考えた。「戦争」のどの側面を切り取るかを考えた時、出てきたのが「サバイバル」というテーマだった。スクエニも世界観やストーリーを得意としている会社なので、キャラを中心にした内容になっていった。鍋島は人の顔が出てくるゲームをほとんど作ったことがないので結構苦労したといい、新川にデザインを頼めたのは助かったという。
本作のタイトルには「FRONT MISSION」が入っていないが、従来作のようなシミュレーションゲームと勘違いされないよう、検討はされたが使用しないことになった。鍋島はゲームのタイトルを考えるのが苦手で難航したが、海外から「ALIVE」という案が出てきて、「生きているのではなく何かに生かされている」「生きた状態で放置されている」というニュアンスにぴったりだと「LEFT ALIVE」に決まった。本作はある意味新規のタイトルとして作られており、『FM』シリーズをプレイしたことがない人にもプレイできるよう、過去作とあまり絡まない作りにした。一方で『FM』の世界として重層的な作りにはしたかったので、そういう点はアーカイブなどのデータにまとめた。小ネタに関しては別のプランナーにある程度自由にやらせたという。
これまでの『FM』は、単純に敵と戦うものではなく少し捻った話が多く、本作もそれを踏襲しようと考えた。しかし、本作は「サバイバル」をテーマにしたため、仲間がいるとイメージと違い、主人公が一人だとキャラを増やせなかった。そのため主人公を3人にし、「それぞれの話が一つにまとまっていく」という作りにした。「ヒーローでない普通の人間が生き抜く」という話だったので、どこにでもいそうな人間として「若者（ミハイル）」「女性（オリガ）」「年長者（レオニード）」の3人の主人公となった。キャラクターデザインについては、レオニードとオリガは最初のラフからそう変化していないが、難航したのがミハイルらしい。本作の雰囲気を表現した上で、イケメンかつ未完成の軍人として、キザから正統派まで色々考えた上で完成させたという。本作は基本的に一人で行動することになるため、話を転がす相方としてのAIが作られた。これには、やたら独り言を喋る不自然さや寂しさを紛らわす役目もあったらしい。「名前があったほうがやり取りしやすい」という理由で、ロシア語で「猫」という意味の「コーシカ」という名がつけられた。
本作の舞台については、これまで『FM』をプレイしていない人にもわかるよう、黒幕的な役割で名は出るが直接の舞台になっていない「ザーフトラ」か、その近くにすることにした。サバイバルとしては厳しい環境のほうがイメージに合うと思い、季節も冬にした。本作の開発にあたって、発売の3年ほど前にロシアに取材に行っており、町並みや下水道の雰囲気に活かされているらしい。本作では音声が英語になっているが、これは鍋島もロシア語にしたかったそうだが、ローカライズやディレクションの難しさからやむなく断念したらしい。
本作は「ローグライクなゲーム」というコンセプトで作ったといい、リソースを管理しながら目的地に着く方法はプレイヤー次第でいいという内容にした。本作の敵はかなり手強く、普通のシューティング的な感覚ではクリアできないが、それはストーリーがハードなことに加え、極限状況であることを理解させ、その中で生き抜く方法を考えてもらうため、意図的に難しくしたものである。チュートリアル的な最初のチャプターすら「1度は死んでもらおう」というコンセプトで作ったという。本作はステルスゲームにも思える一方で、気づかれないよう忍び寄って一撃で倒すいわゆる「ステルスキル」が存在しない。これも議論はあったが、上手い人は敵全員をこっそり始末してしまうため、「サバイバルアクション」というジャンルになるようあえて無くしたという。重火器や近接武器も色々あるが、ロシア系の世界観なのでシャベルは入れたかったらしい。作中時間は一日に満たないほどだが、「食事やトイレはどうしているのか」という問題が出てくるのと、緊迫感を維持して不眠不休で乗り切れるくらいの時間にしようとこの位になったという。テストプレイでは、外見からサードパーソン・シューティングゲーム（TPS）的にプレイして死に、「難しすぎる」と言われることが多く「このゲームは進め方を誤解されやすいのか」と思い、最初の生放送ではクラフティングを強調した内容になった。
本作のBGMは、過去の『FM』の楽曲も手掛けた岩崎英則が担当している。久しぶりの『FM』ということと、タイトルが違うからこそ旧作を思い起こさせるようなものを作りたいと言われたので、是非にとお願いしたという。過去作とストーリーは関わっていないが、シリーズファンならわかる過去作のアレンジ曲のようなものが、ファンサービスとして入れられている。
『FM』の世界観ということでヴァンツァーが登場するが、シリーズ定番のカスタマイズ要素に関しては本作の「サバイバル」と噛み合わず、タイトルが『LEFT ALIVE』となった段階で無しということに決めた。登場する機体は本作の舞台を踏まえて、ザーフトラ系のジラーニを選んだ。しかしザーフトラ系機体は癖のあるものが多かったので、シリーズのレギュラー的なゼニスも登場させた。これまでのヴァンツァーは足の裏にタイヤがあり、それでダッシュをしている設定だったが、鍋島は「やっぱりタイヤが回っているところを見たい」と、変形してタイヤが露出するようにしてもらった。本作の新型機である「ヴォルク」のデザインは、本作が「『FM』であって『FM』でない」といった作品であり、「これまでとは異質だがヴァンツァーではある」ものとして、柳瀬と何度もやり取りをして決まった。。鍋島は「ヴァンツァーに乗れる場面は普段が苦しい分、ストレス発散できるようなバランスにした」と語っている。
サブクエストの生存者救助は、報酬があると「やらなければいけない」となると思い、あえて直接のメリットが無いようにした。報酬に関しては議論もあったが、あればそれを踏まえたバランス調整も必要で、結局「生存者の近くにアイテムが落ちている」という折衷案に収まった。「やらなくてもいいが、やりたければやればいい」というのが鍋島のこだわりだという。「厳しい世界」というのを早い段階で認識してもらうため、あえて序盤に難しい生存者を持ってきたという。生存者とのやり取りでは、「ゲームに慣れていてテンプレ的な正解がわかるのが嫌」という理由で、思いがけない行動をするようになっている。「NEW GAME+」に関しては、一回のプレイですべての要素を見るのは難しいので、ゲームの全要素を網羅してもらうために用意したものという。

## スタッフ
- プロデューサー：橋本真司
- ディレクター：鍋島俊文
- キャラクターデザイン：新川洋司（コジマプロダクション）
- コンポーザー：岩崎英則

## 評価
レビュー収集サイトのMetacriticでは、本作は「概ね批判的なレビュー」を受けている。
IGNは本作を「あらゆる面で失敗している」と表現し、「最後まで苦しむ価値が無い程のイライラ」と評している。ステルス移動は困難で、カバーは役に立たず、一見自由に見えて実は道が限られている事に触れている。「いくつかの面白いアイディアはあるが、キャラは鬱陶しく演技は冴えない。クラフトも面白いがピンチに使うには不便」としている。難しくとも面白いゲームもあるが、本作の場合は操作性の悪さ、出来の悪い戦闘とステルスなどで、プレイを続ける毎に面白さが失われ、「辛さや失敗が不公平で恣意的なものに感じられる」としており、「『LEFT ALIVE』はプレイしないほうが良いかもしれない」とも語っている。GameRevolutionは、敵が強すぎるのにステルス行動が困難なこと、使いにくいガジェット、鬱陶しいコーシカ、辛い生存者救助など、「壊れていて、不公平で、面白くなく、悪い体験」と表現し、「設定やプロットは魅力的だが、それらを楽しむのに支払う代償が高すぎる」と語っている。GameSpotは、頼りにならない武器、鬱陶しいコーシカ、セーブポイントの少なさ、あまり意味のない警戒度、やり甲斐の無い生存者救助などを指摘し、ヴァンツァーだけが独自性を出しているとしている。爆発の裏で跡形もなく消える戦車なども指摘し、「プレイしていても喜びはほとんど無く、苦い失望感しかない。ほとんど全ての分野に欠点があり、完全にやりがいのない経験をさせてくれる、驚くほど腹立たしい苦行だ」と語っている。デストラクトイドはアートやサウンド、ヒートマップのアイディアは評価しているが、グラフィックはPS3かVitaレベルと評している。敵兵の動きもおかしく、セーブポイントの少なさから失敗する度大きく戻され、声優の演技は「まともなものから、テイク1で諦めたようなものまである」と語っている。本作で勧められるのは「安く買いたい人か、実際どれだけ酷いのか体験したい人だけ」で、「やろうとしている事のほぼ全てが破綻しており、ストーリーやキャラには説得力がなく、粗末なステルス要素は強制戦闘で窓から投げ出され、ある戦闘では信じられない酷さに笑い出してしまった」と締めている。Kotakuでは本作について、いいスタイルやムードに溢れ、一部魅力的に感じる瞬間はあるとしながら、「固いコントロール」や急激な難易度曲線、難易度が高い割に失敗する度大きく戻されるなど期待は裏切られ、「10年前にタイムスリップしたような気分になる」と語っている。PC版のバグについても言及しており、「このゲームに否定的なレビューをした人を恨む気にはなれない。滅茶苦茶だ。」「コンセプトは良いが、くだらないゲーム」と評している。ベン・"ヤッツィー"・クロショーは、本作を2019年のワーストゲーム2位にランキングしている。